# 北陸ネット3県ポン
『北陸ネット3県ポン』（ほくりくネットさんけんポン）は、富山県の北日本放送（KNB）、石川県の北陸放送（MRO）、福井県の福井放送（FBC）が共同制作しているブロックネットのラジオ番組。

## 番組概要
2010年4月から開始した放送時間が15分間の番組で、毎週月曜日に生放送されている。同年3月まで放送された『北陸おもしろネット・向こう三県両ドナリ!』の後継にあたる番組である。前述の3局が週替りでキー局を担当している。
コーナーの前半では、テーマに対して送られてくるリスナーからのメールを紹介。後半は今週あるいは週末のイベント情報（「とっておき情報」）を紹介している。
番組開始当初から北陸電力がスポンサーとなったが、2011年3月14日以降の放送は、3月11日に発生した東北地方太平洋沖地震（東日本大震災）に伴い、北陸電力の提供およびCM放送は見合わせた。
同年6月6日の放送からは北陸電力のCM放送を再開したが、番組提供はこの日の放送以降も見合わせ、2012年3月26日の放送をもってスポンサーを降板。翌週からは各局がローカルCMを放送する形に変更している。

## 現在の出演者
- 北日本放送[1]：佐藤栄治・大沢綾子（とれたてワイド朝生!）
- 北陸放送[2]：牛田和希・冨優香子（角野達洋のあさ☀ダッシュ!→あさ☀ダッシュ!）
- 福井放送[3]：岩本和弘・岩本紀美子（良ーいドン!!）

## 過去の出演者
- 北日本放送

木下一哉
陸田陽子
山下千晴
- 北陸放送

白崎あゆみ（2010年4月 - 2011年9月、現在はフリー）
谷川恵一
須田健太郎（現在は福岡放送アナウンサー）
上坂典子
西尾知亜紀 2018年4月 - 2019年12月23日、(2020年1月から育児産休のため)
角野達洋
- 福井放送

吉川圭一（現在は北陸朝日放送アナウンサー）
堀内くみ子（現在はフリー）
前田智宏（現在は気象予報士）
中山裕子（現在はフリー）

## 放送時間
- 毎週月曜 10:35 - 10:50（JST）[1]